# Igaz Kálmán
Igaz Kálmán (Kolozsvár, 1620–1622 körül – 1666 után) református iskolamester.

## Életútja
Váradról Kolozsvárra áttelepült nemesi családból származott. Váradon (és talán Gyulafehérvárott) végzett iskolái után 1646. június 30-ától a franekeri egyetemen tanult. Röviddel később az Utrechti Egyetemen, majd 1648 októberétől a harderwijki akadémián folytatta tanulmányait, 1650-ben Groningenben hallgatott előadásokat. Feltehetőleg 1651. szeptemberben érkezett vissza Kolozsvárra. Csulai György püspök, aki a kolozsvári református iskolát kollégiummá kívánta fejleszteni, a külföldről frissen hazatért Igaz Kálmánt és Sikó Jánost nevezte ki iskolamesternek az addigi egyedüli tanár, Porcsalmi András mellé. Hármójuk közül a vezető tanár (rector primarius) Igaz Kálmán lett. Herepei János feltevése szerint neki tulajdonítható az iskola külföldi mintára történő átszervezése.
Presbiteriánus nézetei miatt 1654 tavaszán eltávolították az iskolából; 1655. május 30-án a debreceni zsinat lelkipásztorrá avatta, és Szalárdon szolgált. Itt sem hagyott fel puritán nézeteinek hangoztatásával, és felszólalt az általa elnyomónak tartott II. Rákóczi György ellen. Két év múlva Belényesre került, és feltehetőleg átélte 1658. szeptember 1-jén a város török csapatok általi feldúlását. 1660-ban már Váradon volt lelkész, és Szalárdi János feljegyezte Siralmas króniká-jában a török ostrom alatti hősies magatartását. Amikor 1660. augusztus 28-án a váradi várat feladták, a vár és a város lakói Erdélybe menekültek, és Igaz Kálmán visszatért Kolozsvárra.
Az 1661. április 3-án megválasztott új püspök, Veresmarti Gáspár, aki még kolozsvári iskolamester korából ismerte Igaz Kálmánt, Székelyudvarhelyre nevezte ki városi lelkésznek. 1661–1666 között az udvarhelyi egyházmegye esperesi tisztségét is betöltötte. Egy 1665-ös dokumentum szerint az erdélyi egyházkerület generális nótáriusa, azaz a püspök utáni második tisztségviselő volt. Halálának időpontja nem ismert; 1668-ban a székelyudvarhelyi lelkészi tisztséget már nem ő töltötte be.
Apáczai Csere János 1653-ban Gyulafehérváron tartott beköszöntőjében emlékezett meg róla.

## Művei
- Magyar nyelvű köszöntő vers Laurentius Banck jogtudóshoz a következő gyűjteményben: Applavsvs academici honori & famae. Clarissimi & Consultissimi Viri, D. Lavrentii Banck, Norcopensis Gothi, Philosoph. & J. U. D. cum bonorum omnium voto ad Professionem Juris in Celebri Academia Franequerana, Ad diem XV. Martij. publice introduceretur. A Sincerioribus amicis dicti, dedicati & consecrati. Franekerae, Excudebat Idzardus Alberti, Typographus in Academia Franequerana, 1647.
- De Personellitate adeoque Divinltate Spiritus Sancti, contra Socinianos (1650)
- Három vitairat Johannes Cloppenburg: Compendiolum Socinianismi confutatum (Franekerae, 1651) című kötetében.
- Héber nyelvű üdvözlő vers Nimethi István De visone Dei per essentiam című vitairatához csatolva (Utrecht, 1651).